# 吕其恩
吕其恩（1911年10月26日—1979年7月18日），辽宁省庄河市人。1934年9月加入中国共产党，改名吕志恒。1936年受中共中央北方局派遣到山东省胶东地区活动，历任中共烟台工委书记、胶东临时工委书记、胶东特委副书记等职。1940年，以中共七大代表的身份随山东代表团到延安。1945年日本投降前夕返回胶东，8月底率先遣队从海上进驻东北，并改回原名。登陆东北后历任安东保安司令部司令员、安东市市长、安东市委书记、安东省政府副主席等职。1951年，赴朝鲜参加抗美援朝战争。1952年回国后，历任哈尔滨市市长、市政协副主席、市革委会副主任、市委副书记等职。

## 生平

### 早年经历
1911年10月26日，吕其恩出生于奉天省庄河厅（今辽宁省庄河市）王家岛东滩山东屯的一个渔民家庭，乳名福弟，父亲名为吕仁昌，还有两个弟弟和一个妹妹。初时家庭比较贫困，但吕家在1920年秋打捞被洪水冲入大海的木材后逐渐变得殷实起来。1922年，11岁的吕其恩入小学读书，1928年入庄河初中。1931年九一八事变后，因庄河初中停办。1932年，吕其恩和弟弟吕其惠、吕其宪到山东烟台上学，吕其恩考入山东省立第八中学，先在初中部三年级续读，1933年夏考入高中部。:66-89
1934年暑假，山东省政府主席韩复榘命令全省高中学生一律军训两个月。吕其恩和他的同学都被集中到胶济线上的青州(益都县城)参加军训。期间，他们结识了潍县广文中学的学生、共青团员罗家治。他们在一起交流思想，谈论革命。经过考察，罗家治给他半张《红色中华》小报和一份共青团的秘密文件。吕其恩用衣服剪成布包将这半张小报仔仔细细包好，到了晚间夜深人静的时候，几个同学凑在一起秘密传阅、诵读。1935年4月18日，烟台发生警察枪杀女学生的“徐明娥事件”，吕其恩、李丙令等组织了游行示威、罢课集会，要求严惩凶手，事后吕其恩、柳运光等7名学生被学校被以不遵守纪律在1935年7月暑假勒令退学。1935年7月初，吕其恩、柳运光乘船离开烟台到达天津，从这里辗转来到北平连考两次北大，都未被录取。于是到北京大学旁听。1935年9月，在北平沙滩公寓经中共地下党员李晓峰介绍加入中国共产党，并改名吕志恒，以示革命的恒心。1935年年底，北平爆发了“一二·九”和“一二·一六”游行示威活动，吕志恒与改名“吕明仁”的弟弟吕其惠参加了这些活动。1936年1月，吕志恒受组织派遣，以学生身份到河北省博野县军阀张荫梧创办的乡村建设工作人员训练班中学习，担任秘密党支部书记，暗中在学生间开展活动、发展党员。1936年5月，因学校内发现中共的传单，张荫梧将从北京所招学生驱离了训练班。
1936年6月，吕志恒受中共中央北方局派遣回烟台活动，先设法成立中共烟台市工委，时机成熟再成立市委，并设法沟通与胶东农村党组织的联系。1936年8月，吕志恒组建了直属北方局的中共烟台工作委员会，并担任书记。同月，以理琪为书记的中共胶东临时特委迁到烟台市区，临时特委通过吕志恒与北方局取得联系。吕志恒向北方局推荐了理琪。1936年10月，胶东临时特委根据北方局的指示改建为中共胶东临时工委，理琪任工委书记，吕志恒任工委副书记。同月，烟台工委改称烟台市委，吕志恒兼任市委书记。1936年12月29日，由于遭人举报，理琪等人被捕押往济南，胶东工委机关遭破坏。从昆嵛山返回的吕志恒在安排好善后工作后，经威海去天津向北方局汇报请示。1937年2月，吕志恒按照北方局决定在威海卫重建中共胶东临时工委，并接任书记，同时不再兼任烟台市委书记。吕志恒在威海虎山村以小学教员身份作掩护，在各县发展中共外围组织中华民族解放先锋队。

### 抗日战争时期

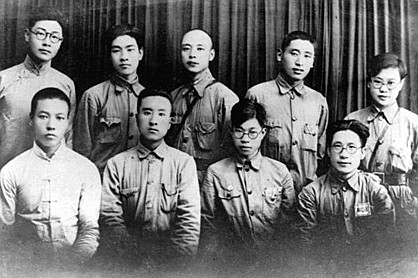
1938年5月中共胶东特委委员在黄县的合影，后排右二为吕其恩

1937年12月，理琪获释后回到胶东，以临时工委为基础重建中共胶东特委，理琪任书记，吕志恒任副书记。吕志恒参与了1937年12月24日发动的天福山起义和1938年1月发动的威海起义。1938年1月19日，胶东特委组建胶东军政委员会和山东人民抗日救国军第三军司令部，吕志恒任军政委员会副主席。
1938年2月12日，理琪率部攻打牟平县城，吕志恒与第三军第二大队留守崔家口。理琪在雷神庙战斗中阵亡，吕志恒任第3军总指挥、胶东军政委员会主席，率部攻克福山县城，创立了蓬黄掖抗日根据地。1938年8月，胶东特委改为胶东区委，吕志恒任区委常委、区委组织部部长。
1939年9月，吕志恒被中共胶东区党员代表会议选为中国共产党第七次全国代表大会代表，随山东代表团于1940年10月到延安。吕志恒在延安先后进入延安马列学院和中央党校学习。1942年，吕志恒参加了延安整风运动。1943年3月，吕志恒出任中共中央党校校务部副部长。1943年，吕志恒在延安与王军结婚。1945年1月至4月参加中共中央城工部主办的敌占城市工作训练班。1945年4月中共七大召开，吕志恒以胶东党的代表身份参加。

### 第二次国共内战时期

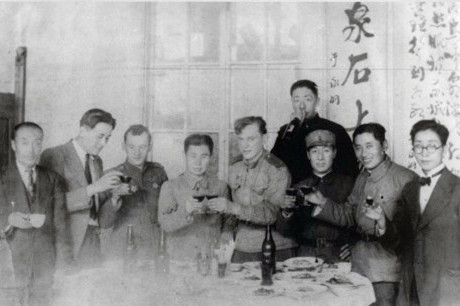
吕其恩（右二）、邹大鹏（左四）和驻安东苏军在鸭春江饭庄的合影

1945年8月15日，日本宣布投降。1945年8月26日，中共胶东区委根据党中央的指示组建一个连的“八路军挺进东北海上先遣支队”，计划从海路进驻东北，从延安秘密返回胶东的吕志恒任支队司令员。9月6日，吕志恒和政委邹大鹏等率先遣支队80人抵达王家岛。9月8日，渡海控制庄河县城的码头打拉腰子的警察分驻所，称“国民党第五十一军东北作战先遣支队”于9月9日凌晨诈取庄河城。给延安中央城工部发电报汇报了东北的社情民情军情。据此，中央9月11日给山东分局发电报，要求派遣4个师3万人渡海进入东北。1945年9月12日，成立“庄河县民主联合政府”，吕志恒任县长，恢复使用原名吕其恩。吕其恩通过与驻大连苏联红军谈判解决了八路军误杀苏军战士的“小郭店事件”。先遣支队在庄河扩军至一千余人，休整后分兵3路进入周边地区。
1945年11月，吕其恩率部从苏联红军手中接收了安东市（今丹东市），成立安东保安司令部，吕其恩任司令员、政治委员。10月，安东保安司令部与北海军分区独立一团合编为东满临时指挥部直属第3支队，任政治委员。1945年11月5日，安东市人民政府成立，吕其恩任市长，同月，中共安东市委成立，吕其恩兼任市委书记。1946年任辽东省委辽南省分委员会第2地委书记、辽南第2行政督察专员公署专员、辽南军区第2军分区政治委员。1946年底二分区敌后斗争失败后，率部撤入北朝鲜，任辽东省委委员、辽东省委安东省分委员会副书记、安东省政府副主席，参加了四保临江等战役。

### 中华人民共和国成立后

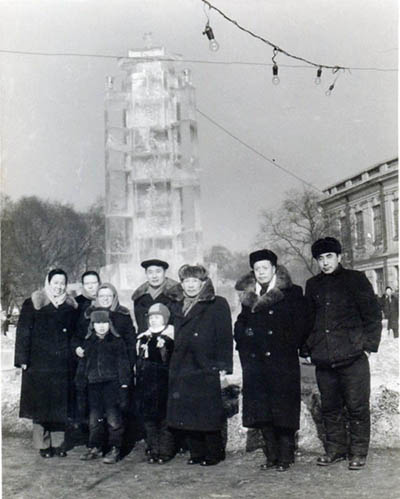
任仲夷（右一）、欧阳钦（右二）、吕其恩（右四）等人在哈尔滨第一届冰灯游园会

1950年1月中共中央组织部抽调吕其恩赴苏联考察党的组织工作，7月回国后任沈阳市委常委、市委组织部长、工业部长。1950年12月，吕其恩入朝鲜参加抗美援朝战争，任志愿军后勤司令部第五分部部长兼党委书记，曾获朝鲜二级国旗勋章。1952年12月9日，从朝鲜回国的吕其恩由东北局组织部分配任哈尔滨市代市长、黑龙江省省委委员，中共哈尔滨市委书记处书记、市委常委。1953年3月2日兼任哈尔滨市第三届各界人民代表会议协商委员会主席。3月19日，经国务院批准，吕其恩正式出任哈尔滨市市长。1956年6月13日，经中央批准吕其恩兼任市委书记。1957年，哈尔滨市所在的松花江流域遭洪水威胁，吕其恩任防汛总指挥成功组织了哈尔滨市的防洪工作。为纪念此次防洪，哈尔滨市于1960年在江边竖立了一座防洪纪念塔，塔上浮雕中领导干部的形象就是以吕其恩为原型雕刻的。
“二五”计划期间，在吕其恩倡议和支持下，哈尔滨市建了三棵树化工区、哈西机械工业区，完善了哈尔滨工业布局；吕其恩倡议发行建设公债，集资修建了哈尔滨的两条无轨电车线路；通过吕其恩的交涉，林学院和铁路局的实验林场被辟为市动物园和市儿童公园，并在儿童公园内修建了中国首条儿童铁路。1958年9月11日，哈尔滨市委改组，吕其恩任书记处书记。1961年，吕其恩支持筹划了首届“哈尔滨之夏”音乐会。1963年2月，任仲夷与吕其恩、林肖硖策划了当年元宵节在哈尔滨举行的首届冰灯游园会。吕其恩还曾以代表身份参加1956年的中共八大和1964年的第三届全国人大。
文化大革命爆发后，吕其恩被打成“走资派”遭到迫害。1971年5月，患病手术。1971年11月，复出任哈尔滨市革委会副主任，中共哈尔滨市委副书记。1973年8月，哈尔滨市成立了"7381"工程指挥部，吕其恩任总指挥，该工程为后来的哈尔滨地铁打下了基础。1979年7月18日，吕其恩在黑龙江省会哈尔滨病逝，享年68岁。

## 亲属
吕其恩曾祖父为吕传梦，祖父吕克忠是吕传梦的次子。吕克忠育有两子，分别是吕其恩的父亲吕仁昌和叔父吕俊昌。吕仁昌曾于1945年被满洲国政府关入监牢，日本投降后才得以释放。1947年被划为富农受到监控和批斗。吕仁昌娶王家镇林疃村的一个林姓女子，也就是吕其恩的母亲，两人育有三男一女，分别是吕其恩、吕淑德、吕其惠和吕其宪。:66-89
吕其恩的妻子王军，原名蔡玉君，山东荣成人，1941年12月延安军事学院俄文科第二区队学员。曾于1979年12月至1983年4月出任黑龙江省副省长，2014年11月19日在哈尔滨病逝。两人于1943年在延安成婚，婚后育有四子，分别是吕宁、吕龙、吕毛和吕波。吕其恩在庄河读书时曾结过婚，与前妻育有一女吕子兰。吕子兰在1945年吕其恩率部回岛时参军，后在行军中摔下山沟，重伤去世。:66-89
吕其恩的二弟吕明仁，原名吕其惠，1916年12月9日出生，1935年加入中国共产党，曾任中共阜新地委书记、通辽中心县委书记、辽吉省五地委书记兼哲里木盟政府主席等职，1947年4月12日因救人溺水身亡，安葬于齐齐哈尔西满革命烈士陵园。弟媳丁修，原名周扶宣，山东省金乡县王丕村人，1915年11月24日出生，吕明仁的妻子，与吕明仁育有一女吕华。
吕其恩的三弟吕其宪被过继给叔父吕俊昌。1945年8月底到胶东接应了胶东八路军渡海先遣支队乘两艘机帆船北渡。1949年秋因海难去世，被追认为烈士。:66-89
吕其恩的叔父吕俊昌也是1949年秋因海难去世，育有三女，分别是长女吕淑梅又名吕卫群，次女吕淑芹，幼女吕淑芝又名吕敏。吕其恩的三个堂妹均在1945年9月吕其恩率部回岛时参军。最小的吕淑芝那年才11岁。:66-89

## 纪念
- 吕其恩去世后，洪学智为其题写：“吕其恩同志对党忠心耿耿，为革命事业鞠躬尽瘁，奋斗终生，我们永远怀念他。”[5]
- 辽宁省庄河市王家岛东滩山东屯有吕其恩旧居。[2]
- 1989年，为纪念吕其恩逝世10周年，中共黑龙江省委党史研究会、中共哈尔滨市委党史研究会编辑出版了《回忆吕其恩同志》一书，书名为彭真题写。[5]
- 2011年，为纪念吕其恩诞辰100周年，崔克俭和于慧芝所著《吕其恩传奇人生》一书出版。[2]
- 哈尔滨市委党史研究室一处处长张伟：《俯首甘为孺子牛——吕其恩传略》 全书20余万字。2011年10月26日出版发行。

## 相关
吕其恩文章《天鹅项下的一颗珍珠》于1959年10月16日在《人民日报》上发表，使“天鹅项下的珍珠”成为哈尔滨的一个知名绰号。

## 拓展阅读
- 哈尔滨前市长吕其恩二三事 （页面存档备份，存于）

| 中国共产党职务           | 中国共产党职务                             | 中国共产党职务               |
| ------------------------ | ------------------------------------------ | ---------------------------- |
| 前任： 首任              | 中共烟台工委书记 1936年8月－1936年10月     | 繼任： 自己 （市委书记）     |
| 前任： 自己 （工委书记） | 中共烟台市委书记 1936年10月－1937年2月     | 繼任： 李丙令                |
| 前任： 理琪              | 中共胶东临时工委书记 1937年2月－1937年12月 | 繼任： 理琪 （胶东特委书记） |
| 中華人民共和國政府职务   |                                            |                              |
| 前任： 王一伦            | 哈尔滨市市长 1953年2月－1967年2月          | 繼任： 王文贞                |